# 张若谷 (作家)
张若谷（1905年—1967年），圣名马尔谷。江苏省南汇县周浦镇西八灶（今上海市浦东新区康桥镇沿南村）人。中国天主教作家。

## 生平
张若谷生于一个天主教老教友家庭。早年入天主教徐汇中学学习，受马相伯思想影响。1925年自上海天主教震旦大学毕业。1926年任上海艺术大学教授，1927年任南京《革命军日报》编辑，1930年任古巴驻华公使馆秘书，1932年任上海《大晚报》记者，后来游历欧洲，且入比利时鲁汶天主教大学农学院学习，在比利时期间还学习社会学、神哲学。1935年归国后，任上海《时报》记者。1933年，在罗马采访教宗庇护十一世。1936年，任南京《朝报》主编，后转任上海《神州报》记者，创办大上海人社，任半月刊《大上海人》主编。1937年，张若谷被杨家骆列入《民国名人图鉴》中。
1937年抗日战争爆发后，《中美日报》创刊，张若谷应邀参与编辑，发表中文及英文文章，号召抗日，遭汪精卫列入82名抗日分子黑名单。1941年9月24日，张若谷在上海法租界被日本宪兵会同法国警察逮捕，舆论哗然，日本及汪精卫方面被迫释放了张若谷。1943年，佘山进教之佑圣母大殿由圣座册封为乙级宗座圣殿，张若谷为此创作《佘山圣母歌》两首，词曲皆为其所作。
1945年抗日战争胜利后，张若谷赴南京任南京总教区总主教于斌的私人秘书，天主教《益世报》南京版编辑。
中华人民共和国成立后，1955年9月8日，张若谷因宗教原因被抄家，并被遣送到东北劳改农场劳动改造。在劳动改造期间，张若谷坚持信仰天主教，和其他教友暗自念诵玫瑰经。后来，经上海市高级人民法院复查，撤销原判，无罪释放。1967年，张若谷因病逝世。

## 著作
- 文学生活
- 艺术三家言
- 音乐ABC
- 歌剧ABC
- 到音乐会去
- 都会交响曲
- 新都巡礼
- 佘山导游，南京出版社，1947年
- 梵蒂冈一瞥，上智编译馆，1946年
- 百龄老人
- 当代名人特写
- 中国孤儿
- 甘地自传
- 苏联音乐
- 马相伯学习生活
- 生命

## 延伸阅读
[在维基数据编辑]